# Цацурин, Вадим Юрьевич
Вадим Юрьевич Цацурин (укр. Вадим Юрійович Цацурін; род. 6 мая 1974) — украинский футболист, полузащитник.

## Биография
Начал карьеру в составе мелитопольского «Торпедо». Первый матч на профессиональном уровне сыграл 26 сентября 1992 года в рамках Переходной лиги Украины против жидачовского «Авангарда» (1:2). После упразднения Третьей лиги в 1995 году продолжил выступать вместе с командой во Второй лиге Украины. С 1998 по 2000 год являлся игроком бельцкой «Олимпии» в составе которой получил опыт выступлений в чемпионате Молдавии. В 2001 году вернулся в Мелитополь, где присоединился к клубу, который уже носил имя «Олком». Сезон 2004/04 отыграл на правах аренду за «Крымтеплицу» из Молодёжного, которая дебютировала на профессиональном уровне. Цацурин помог занять клубу третье место во Второй лиге, после чего вернулся в «Олком». По итогам сезона 2004/05 покинул команду и завершил карьеру футболиста.
В 2006 году играл за энергодарский «Темп-НАЕК» во Второй лиге Украины по мини-футболу.
Завершив игровую карьеру работал на АЗС.

## Статистика
| Клуб        | Сезон   | Лига                | Лига  | Лига | Кубок | Кубок |
| Клуб        | Сезон   | Дивизион            | Матчи | Лиги | Матчи | Лиги  |
| ----------- | ------- | ------------------- | ----- | ---- | ----- | ----- |
| Торпедо     | 1992/93 | Третья лига Украины | 12    | 0    |       |       |
| Торпедо     | 1993/94 | Третья лига Украины | 33    | 4    | 1     | 0     |
| Торпедо     | 1994/95 | Третья лига Украины | 38    | 7    | 1     | 1     |
| Торпедо     | 1995/96 | Вторая лига Украины | 33    | 4    | 1     | 0     |
| Торпедо     | 1996/97 | Вторая лига Украины | 31    | 7    | 1     | 0     |
| Торпедо     | 1997/98 | Вторая лига Украины | 16    | 3    | 3     | 0     |
| Олимпия     | 1997/98 | Чемпионат Молдавии  | 10    | 3    |       |       |
| Олимпия     | 1998/99 | Чемпионат Молдавии  | 23    | 1    |       |       |
| Олимпия     | 1999/00 | Чемпионат Молдавии  | 17    | 5    |       |       |
| Олком       | 2001/02 | Вторая лига Украины | 29    | 2    |       |       |
| Олком       | 2002/03 | Вторая лига Украины | 30    | 6    | 2     | 0     |
| Крымтеплица | 2003/04 | Вторая лига Украины | 28    | 1    | 1     | 0     |
| Олком       | 2004/05 | Вторая лига Украины | 26    | 3    | 1     | 0     |
| Всего       | Всего   | Всего               | 326   | 46   | 11    | 1     |